# Макванпур (район)
Макванпур (непальск. मकवानपुर जिल्ला) — один из 75 районов Непала. Входит в состав зоны Нараяни, которая, в свою очередь, входит в состав Центрального региона страны. Административный центр — город Хетауда.
Граничит с районом Читван (на западе), районами Парса, Бара и Раутахат (на юге), районом Синдхули зоны Джанакпур (на востоке), районами Дхадинг, Катманду, Лалитпур и Каврепаланчок зоны Багмати (на севере). Площадь района составляет 2426 км².
Население по данным переписи 2011 года составляет 420 477 человек, из них 206 684 мужчины и 213 793 женщины. По данным переписи 2001 года население насчитывало 392 604 человека. 48,26 % населения исповедуют индуизм; 45,57 % — буддизм; 4,84 % — христианство; 0,42 % — ислам.